# Jean-Marie Bulambo Kilosho
Jean-Marie Bulambo Kilosho, né à Mwenga le 2 mars 1952, est un homme politique de la République démocratique du Congo. Il fut membre du Parti de l’Alliance Nationale pour l’Unité (PANU), avant de créer son propre regroupement politique centriste; le Parti National pour la Démocratie et la République  'PANADER' depuis 2010. Il est Député National élu pour la circonscription électorale de Bukavu en 2018,.

## Carrière professionnelle
Détenteur d'un diplôme d'étude supérieure spécialisée de troisième cycle de l'université Paris-Dauphine, Jean Marie Bulambo Kilosho est un expert fiscal qui a occupé plusieurs positions dans l’administration fiscale tant au niveau national que provincial en république démocratique du Congo. Dans ce cadre, il a établi une étude fiscale compétitive, sure et soutenable pour le recouvrement des recettes de l’État, en créant la Direction générale des recettes administratives, judiciaires, domaniales et de participations, DGRAD en sigle. Ce qui fit l’un des succès majeurs de son premier mandat de 1er Directeur Général dudit service de 1995 à 1998, puis, Secrétaire Général de l’Administration publique où il tire sa retraite le 2 janvier 2010. L’action de Jean-Marie Bulambo pour placer la politique de recouvrement de l’État au cœur de la fiscalité en RDC fut décisive. Avant son élection, il avait été directeur au sein de la Direction Général des Impôts (DGI).
Président honoraire de Olympic Club Muungano, il est aussi un grand mécène sportif de Bukavu.

## Parcours politique
Jean Marie Bulambo Kilosho occupe le poste du ministre de l’économie sous le quota du PANU au terme de l’ordonnance 10/ 25. Il remplacera à ce poste André-Philippe Futa, mort en plein exercice de son travail. Il a pris officiellement ses fonctions, lundi 22 février 2010, à l’issue de la traditionnelle cérémonie de remise reprise qui a eu lieu entre lui et le ministre intérimaire sortant Athanase Matenda Kyelu. Pour assumer cette responsabilité, le Ministre déclare « Nous puiserons dans ce que nous avons comme énergie pour ressortir avec le concours du personnel et de l’encadrement du Chef de l’État Joseph Kabila ».
Il a par après occupé le poste de Ministre de PME à l'issue d'un dernier remaniement du gouvernement avant les élections, en septembre 2011. Après un autre remaniement, ne figurant pas dans le nouveau gouvernement Matata, Jean-Marie Bulambo, député national élu de la circonscription électorale de Bukavu dans le Sud-Kivu, lors de la législature de Novembre 2011, siégera à l'Assemblée Nationale.
De décembre 2016 au 9 mai 2017, nommé par ordonnance présidentielle, il fait partie du Gouvernement Badibanga comme Ministre de la Pêche et de l'élevage.
En avril 2018, il fait partie des bâtisseurs qui créent le regroupement politique ABCE comme deuxième vice-président.
En décembre 2018, il est élu député national et provincial pour la circonscription électorale de Bukavu. Après un bref passage à l'Assemblée Provinciale comme président par intérim, il décide de siéger à l'Assemblée Nationale, laissant sa place à son suppléant et son siège de Président à Basengezi Mirindi,.